# Pat Barker
Pour les articles homonymes, voir Barker.
Pat Barker est une écrivaine britannique née à Thornaby-on-Tees, dans le Yorkshire du Nord, le 8 mai 1943 . Elle est commandeur de l’ordre de l’Empire britannique (CBE).

## Biographie
Patricia Mary W. Drake naît le 8 mai 1943 dans une famille ouvrière de Thornaby-on-Tees, dans le North Riding of Yorkshire, en Angleterre. À l’âge de onze ans, elle est admise au lycée et fréquente la King James Grammar School à Knaresborough et la Grangefield Grammar School à Stockton-on-Tees.
Elle étudie l’histoire internationale à la London School of Economics de 1962 à 1965. Diplômée en 1965, elle rentre chez elle pour s’occuper de sa grand-mère, qui décédera en 1971.
Vers 25 ans, elle commence à écrire. Ses trois premiers romans n'ont jamais été publiés. Son roman Union Street (1982), est composé de sept histoires interconnectées sur des femmes de la classe ouvrière anglaise dont la vie est limitée par la pauvreté et la violence. Pendant dix ans, les éditeurs rejettent le manuscrit, le jugeant trop sombre jusqu'au jour où Barker sur le conseil de la romancière Angela Carter l’envoie à l'éditeur féministe Virago, qui l'accepte. Union Street sera adapté au cinéma en 1990 sous le titre Stanley & Iris, avec Robert De Niro et Jane Fonda. Paraissent ensuite Blow Your House Down (1984) et Liza's England (1986, initialement publié sous le titre The Century's Daughter) – décrivant la vie des femmes de la classe ouvrière du Yorkshire.
Elle se tourne ensuite vers la Première Guerre mondiale, qui lui inspire ce qui est aujourd'hui connu comme la Trilogie de la Régénération : Régénération (1991), L'Œil dans la porte (1993) et La Route fantôme (1995), un recueil de romans qui explorent les conséquences des traumatismes. Ces livres offrent un mélange d'histoire et de fiction. Billy Prior, personnage fictif central, apparaît dans les trois livres. La trilogie est très bien accueillie par la critique. Elle obtient le prix Booker en 1995 pour le dernier volet La Route fantôme (The Ghost Road),.
Elle reçoit le prix littéraire du journal Die Welt en 2001 pour l'ensemble de son œuvre.

## Vie privée
Son mari, David Barker, décédé en 2009, enseignait la zoologie à l'université. Ensemble, ils ont eu un fils et une fille. Pat Barker vit dans la petite ville de Durham.

## Œuvres traduites en français
- Stanley et Iris [« Union street »], Paris, Éditions Régine Deforges, 1990, 277 p.  (ISBN 2-905538-51-1)
- L’Homme qui n’était pas là [« The man who wasn't there »], trad. de Lucien Le Bouille, Paris, Éditions des Cendres, coll. « Domaine anglais », 1992, 154 p.  (ISBN 2-86742-042-3)
- Régénération,  [« Regeneration »], trad. de Jocelyne Gourand, Arles, France, Actes Sud, coll. « Lettres anglo-américaines », 1995, 329 p.  (ISBN 2-7427-0472-8)[6]
- Un autre monde [« Another world »], trad. de Isabelle Caron, Paris, Éditions Stock, coll. « La Cosmopolite  », 2000, 281 p.  (ISBN 2-234-05198-3)
- Ligne rouge [« Border crossing »], trad. de Isabelle Caron, Paris, Éditions Stock, coll. « La Cosmopolite  », 2002, 270 p.  (ISBN 2-234-05453-2)
- Sourde angoisse [« Double vision »], trad. de Marie-Odile Fortier-Masek, Paris, Éditions Philippe Rey, 2004, 268 p.  (ISBN 2-84876-017-6)
- Le silence des vaincues [The Silence of the Girls »], trad. de Laurent Bury, Paris, France, Éditions Charleston, 2020, 349 p.
- Les exilées de Troie [« The Women of Troy »], trad. de Laurent Bury, Paris, France, Éditions Charleston, 2021, 378 p.

## Adaptations cinématographiques
- Stanley et Iris de Martin Ritt, avec Robert De Niro, Jane Fonda, 1990
- Regeneration de Gillies MacKinnon, avec Jonathan Pryce, 1997